# Lalaina Ravelomanana
Lalaina Ravelomanana est un chef cuisinier et peintre amateur malgache né en 1975.
Le chef inaugure le Marais Restaurant à Antananarivo en 2019, un établissement qui se distingue par sa cuisine ouverte sur la salle de service. À travers sa cuisine gastronomique, il essaye de mettre en valeur la richesse des ingrédients malgaches et s'affirme comme l'un des acteurs majeurs de l'essor de la gastronomie de luxe sur le continent. Issu d'une famille artistique, il a également pratiqué la danse et continue de peindre sous le pseudonyme de Lartistika. Après avoir participé à la Coupe du monde des traiteurs, connue sous le nom d'International Catering Cup (ICC) 2025, et remporté le prix du meilleur dessert, Ravelomanana reçoit une invitation officielle pour participer aux Bocuse d'or 2027,.